# Midžor
Midžor (srpski: Миџор) najviši je planinski vrh u Srbiji. Sastav zemljišta je od granita i paleozojskih škriljaca. Nalazi se na Staroj planini na visini od 2168 metara. Vrh je na granici Srbije s Bugarskom, pa se s njega može vidjeti i bugarski glavni grad Sofija, a tu je i izvor Trgoviškoga Timoka. 

## Geografija
U podnožju planine se nalazi izletište Babin zub i hotel, a u podnožju Babinoga zuba je grad Knjaževac koji je smješten kod spajanja Trgoviškoga i Svrljiškoga Timoka.

## Galerija
- Midžor u oblacima
- U samome podnožju
- U čast prvomu osvajaču Midžora Luji V. Adamoviću